# Wingolfsblätter – Zeitschrift des Wingolfsbundes
Die Wingolfsblätter, Untertitel Zeitschrift des Wingolfsbundes, sind die Verbandszeitschrift des Wingolfsbundes (WB), eines Dachverbands christlicher, überkonfessioneller, farbentragender, nichtschlagender Studentenverbindungen in Deutschland, Estland und Österreich. Herausgeber ist der heute der Verband Alter Wingolfiten (VAW).

## Geschichte
Der Titel erschien erstmals 1872, damals unter Eigenregie und Verantwortung von Felix Mühlmann, Mitglied des Hallenser, Berliner und Königsberger Wingolf. Sie sind damit das älteste Verbandsorgan eines Studenten- und Akademikerverbandes. Zunächst erschienen sie monatlich, bald aber zweiwöchentlich. Im 30. Jahrgang 1901 wurde über die Gründung des Verbandes Alter Wingolfiten berichtet, der bald darauf die Herausgabe der Wingolfsblätter übernahm. Sie erschienen bis Ausgabe 65.1936 und wurden danach zeitweilig durch das Nachrichtenblatt des Wingolf ersetzt. Seit Ausgabe 68.1949 erscheint der Titel wieder ununterbrochen und auch wieder unter seinem ursprünglichen Namen. Nach dem Krieg erschienen sie zunächst zweimonatlich, seit den 1970er Jahren quartalsweise. Die Wingolfsblätter enthielten zeitweilig verschiedene Beilagen, darunter u. a. die Tabellarische Übersicht des Wingolfsbundes und die Historiographie des Berliner Wingolf.